# Pseudostomatella erythrocoma
Pseudostomatella erythrocoma är en snäckart som först beskrevs av Dall 1889.  Pseudostomatella erythrocoma ingår i släktet Pseudostomatella och familjen pärlemorsnäckor. Inga underarter finns listade i Catalogue of Life.